# Фоміно-Негачевка
Фоміно-Негачевка (рос. Фомино-Негачевка) — село в Хлевенському районі Липецької області Російської Федерації.
Населення становить 662  особи. Належить до муніципального утворення Фоміно-Негачевська сільрада.

## Історія
З 13 червня 1934 до 1954 року у складі Воронезької області. Відтак входить до складу Липецької області.
Згідно із законом від 2 липня 2004 року №114-оз органом місцевого самоврядування є Фоміно-Негачевська сільрада.

## Населення
| 2009 | 2010 |
| ---- | ---- |
| 641  | ↗662 |